# Префектура Івате
Префекту́ра Іва́те (яп. 岩手県, いわてけん, МФА: [iwate keɴ]) — префектура Японії в регіоні Тохоку, в північно-східній частині острова Хонсю. Префектурний центр — місто Моріока.

## Загальні відомості
Префектура Івате розташована у Північній Японії, на березі Тихого океану. Вона є другою за площею адміністративною одиницею країни після Хоккайдо.
Основа господарства префектури Івате — сільське господарство, скотарство, лісозаготівля і лісообробка, рибальство і харчова промисловість. З 1990-х років активно розвивається машинобудування під проводом корпорації Тойота.
Івате має багато історичних пам'яток. В 11 — 12 століттях на території префекутри процвітало місто Хіраїдзумі, резиденція самурайського роду муцівських Фудзівара, що конкурувала з японською столицею Кіото в багатстві та красі.
Івате була батьківщиною поета і літературного критика Ісікави Такубоку, прем'єр-міністра Японії Хари Такасі, дипломата-християна й автора бестселера «Бусідо: Дух Японії» Нітобе Інадзо.

## Географія

Топографічна мапа префектури Івате

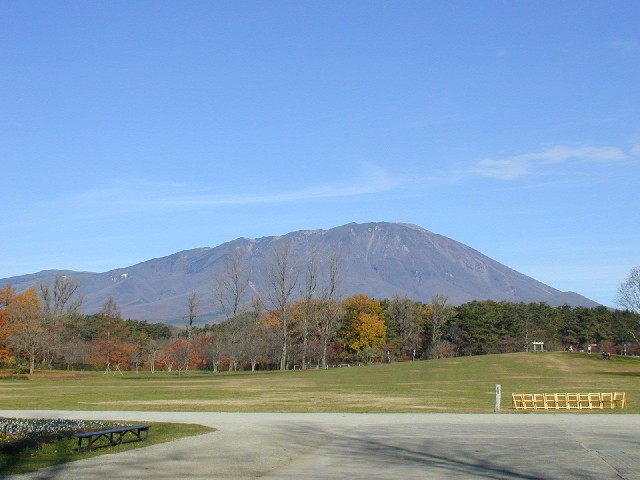
Найбільша вершина префектури — гора Івате.

Префектура Івате розташована в північній частині Японського архіпелагу, в регіоні Тохоку. Вона межує на півночі з префектурою Аоморі, на заході — з префектурою Акіта, а півдні — з префектурою Міяґі. На сході Івате омивається водами Тихого океану.
Площа префектури Івате становить близько 15 278,85 км². Вона дорівнює близько 4 % усієї площі Японії. За розмірами території Івате посідає 2-е місце у країні серед інших префектур. Протяжність префектури з півночі на південь становить 189 км, а з заходу на схід — 122 км.
Рельєф Івате — гористий. Основними гірськими масивами є західні хребти Оу та Кітакамі. Найбільша вершина Івате — однойменна гора, висотою 2038 м над рівнем моря. Центром префектури, з півночі на південь, протікає головна річка Івате — Кітакамі. Вона має багато приток, а в її річищі простягаються невеликі долини й рівнини. Тихоокеанське узбережжя сильно порізане, має багато природних гаваней та портів. На півдні воно скелясте, на півночі піщане.
Клімат префектури Івате обумовлений особливостями рельєфу. На заході він помірно континентальний, а на сході — помірно морський. Зими холодні, а літа спекотні. Середня температура в січні 2006 року становила -2,9 °C, а в серпні — 24,8 °C. Середня щорічна кількість опадів становить 1254 мм.

## Історія

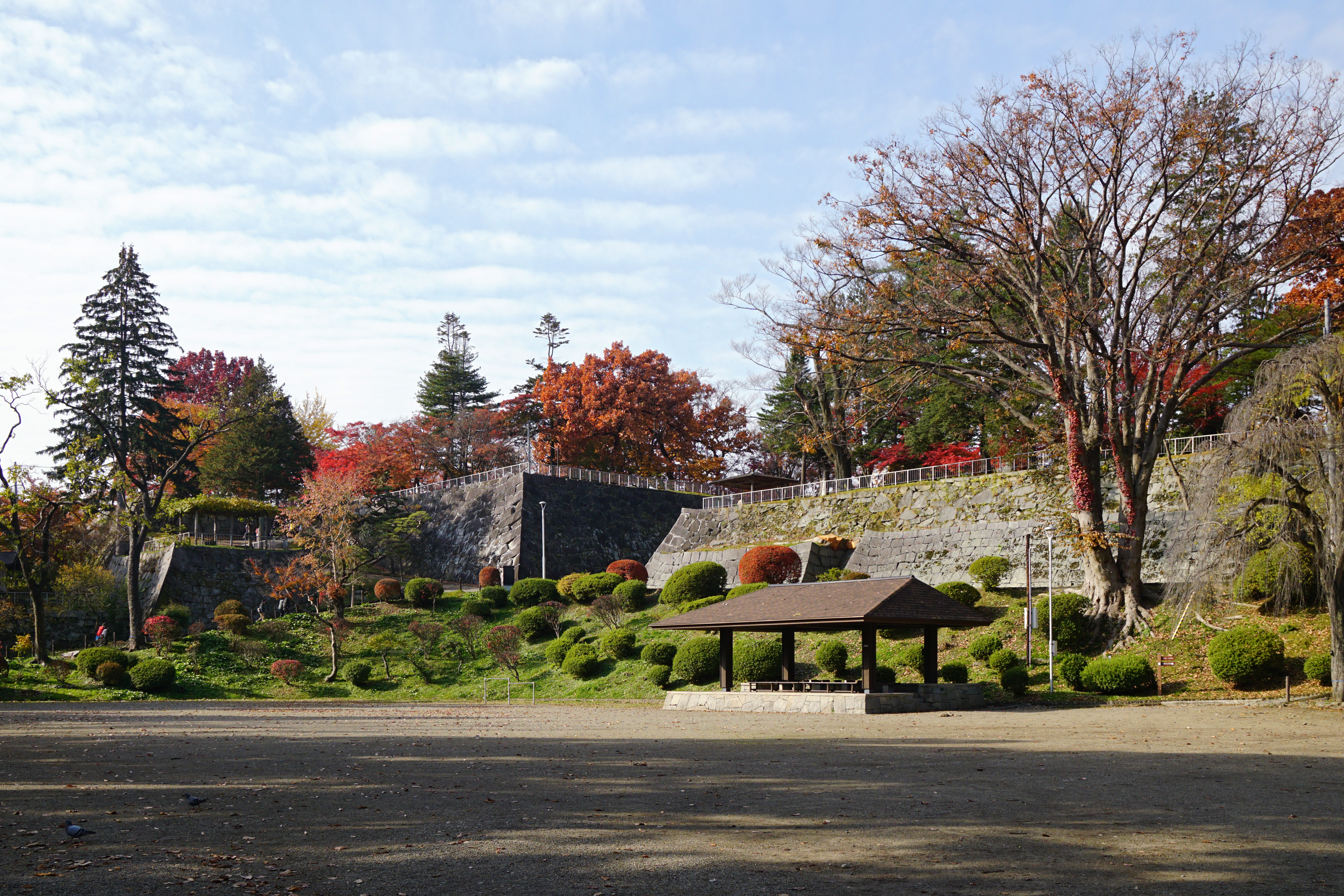
Руїни замку Моріока — колишнього центр Моріока-хану.

Перші люди з'явилися на території Івате у пізньому палеоліті. Їхні нащадки стали творцями неолітичної культури Дзьомон. На початку 1 тисячоліття в місцях компактного проживання цих людей поширилось рисівництво, що прийшло з Західної Японії.
Тубільним етносом стародавньої Івате були еміші. Починаючи з 8 століття їхні землі стали об'єктом експансії молодої японської держави. Еміші оборонялися під проводом вождя Атеруя, але на початку 9 століття були підкорені сьоґуном Саканоуе но Тамурамаро.
На 10 століття території сучасної Івате остаточно стали підконтрольними Імператору Японії і увійшли до складу провінції Муцу. Основними політично-економічними центрами краю були замки Ісава (Осю), Сіва (Моріока) та Токутан (Яхаба). На 11 — 12 століття центральний уряд не зміг створити потужної виконавчої вертикалі на цих землях, тому реальна влада в них належала місцевим самурайським родам емішійського походження Абе, Кійохара, Фудзівара та іншим.　Зокрема, найсильнішими були позиції муцівських Фудзівара, яким вдалося на торгівлі місцевим золотом перетворити свою резиденцію в Хіраїдзумі на найбільший політичний і культурний центр тогочасної Північної Японії.
Наприкінці 12 століття Івате опинилося під владою Камакурського сьоґунату. Рід Фудзівара був знищений урядовими військами, а землі дісталися сьоґунатівським васалам. Починаючи з 14 століття Північну Японію охопили самурайські міжуособиці, які тривали до 1590 року, до об'єднання країни під проводом Тойотомі Хідейосі. На той час наймогутнішим володарем на території Івате був місцевий рід Намбу.
Протягом періоду Едо (1603 — 1867) північ Івате входила до складу Моріока-хану, де головували Намбу, а південь — до складу Сендай-хану, підконтрольного самурайському роду Дате. Перший мав дочірній хан в Хатінохе, а другий — в Ітіносекі. Після реставрації в Японії прямого Імператорського правління в 1868 році та адміністративної реформи в 1871 році частина ханів була об'єднана у префектуру Моріока з центром в місті Моріока. В травні 1876 року ця адміністративна одиниця була перейменована на префектуру Івате.
В часи існування Японської Імперії мешканці Івате обкладалися додатковим податком, за те що брали участь у антиурядовій війні 1868 — 1869 на боці опозиційних сил. Державні побори призвели до збідніння префектури у 1900 — 1910-х роках. Фінансовий визиск Івате був припинений за прем'єрства Хари Такасі, який був родом з цієї префектури.
Після Другої світової війни Івате лежала в руїнах від бомбардувань та надмірної вирубки лісів, але за 10 років була відновлення стараннями нової влади та жителів префектури. В 1970 році була налогоджена сітка автомобільних доріг та спроектовано швидкісні автобани, а 1982 року запрацював швидкісний потяг сінкансен регіону Тохоку, який поєднав Івате з Токіо.
11 березня 2011 року, о 14:48, постраждало від сильного землетрусу потужністю 6 балів за шкалою Ріхтера і цунамі.

## Адміністративний поділ
Статистичні дані префектури Івате з площі подано на 1 жовтня 2007, з населення — на 1 вересня 2008. (Площа — км², Густота — осіб/км²)

## Освіта
- Іватський університет